# John Knight Fotheringham
John Knight Fotheringham (* 14. August 1874 in Tottenham, Middlesex; † 12. Dezember 1936 in Cumnor Hill bei Oxford) war ein britischer Historiker, spezialisiert auf dem Gebiet antiker Astronomie und Chronologie. Er stellte die Chronologie der babylonischen Herrscherhäuser auf.

## Leben
John Fotheringham durchlief die City of London School und das Merton College in Oxford, wo er eine akademische Auszeichnung (‚exhibition‘) und Bestnoten in Altphilologie (‚Literae Humaniores‘) und Neuerer Geschichte erhielt (1896/97). Von 1898 bis 1902 versah er eine Art Assistenzprofessur (‚demyship‘) am Magdalen College. Damals begann er, antike Chronologie zu studieren. 1904 wurde er als Dozent für Klassische Altertumswissenschaft ans King’s College London berufen und lehrte dort bis 1915.
Fotheringham war ein Fellow am Magdalen College (1909–1916). Er las über Antike Geschichte an der University of London (1912–1920). Später hielt der Vorlesungen über Antike Astronomie und Chronologie an der University of Oxford (1925–1936).
1923 gab er Hieronymus’ Version von Eusebius’ Chroniken heraus. 1933 wurde er Mitglied der Britischen Akademie. Er war ebenfalls Mitglied der Royal Astronomical Society (RAS).

## Schriften (Auswahl)
Fotheringham veröffentlichte eine größere Anzahl von Schriften und Büchern. Dazu zählen:
- als Herausgeber: The Bodleian Manuscript of Jerome’s Version of the Chronicle of Eusebius. Reproduced in Collotype. The Clarendon Press, Oxford 1905, (Digitalisat).
- mit George C. Brodrick: The History of England. From Addington’s Administration to the Close of William IV.’s Reign. (1801–1837) (= The Political History of England. 11). Longmans, Green, & Co., London u. a. 1906, (Digitalisat).
- mit Laurence Frederic Rushbrook Williams: Marco Sanudo. Conqueror of the Archipelago. The Clarendon Press, Oxford 1915, (Digitalisat).
- Cleostratus. In: The Journal of Hellenic Studies. Bd. 39, 1919, S. 164–184, (Digitalisat; dazu: Cleostratus: A Postscript. In: The Journal of Hellenic Studies. Bd. 40, Nr. 2, 1920, S. 208–209, Digitalisat; dazu: Cleostratus (III). In: The Journal of Hellenic Studies. Bd. 45, Nr. 1, 1925, S. 78–83, JSTOR:624906).
- Historical Eclipses. Being the Halley Lecture delivered 17 May 1921. The Clarendon Press, Oxford 1921, (Digitalisat).
- The Calendar. In: Nautical Almanac. 1931, S. 734–747, (Auch als Sonderabdruck: His Majesty’s Stationery Office, London 1929, Digitalisat).
- Ancient astronomy and chronology. In: The Oxford Magazine. Bd. 49, 1930, ZDB-ID 439440-9, S. 48–50.